# Carl Folcker
Carl Wilhelm Folcker (28 marzo 1889 – 2 luglio 1911) è stato un ginnasta svedese.

## Palmarès

### Olimpiadi
- Oro a Londra 1908 nel concorso a squadre.